# اولانتایتامبو
اولانتایتامبو (به اسپانیایی: Ollantaytambo) یک منطقهٔ مسکونی در پرو است که در Urubamba Province واقع شده‌است. اولانتایتامبو ۲٬۷۹۲ متر بالاتر از سطح دریا واقع شده‌است.